# Bank Norwegian
Bank Norwegian AS è una banca internet norvegese che fornisce prestiti, carte di credito e conti di risparmio ai consumatori. La società è stata fondata nel novembre 2007 e ha sede a Fornebu, in Norvegia. Norwegian Air Shuttle possiede il 20% della banca.